# Guglov lokator Deda Mraza
Guglov lokator Deda Mraza je godišnji zabavni program sa božićnom tematikom, pokrenut od starne korporacije Gugl. Program je prvi put predstavljen 2004. godine, i od tada svake godine, tradicionalno prikazuje simulaciju kretanje legendarnog Deda Mraza, prilikom njegovog putovanja za Badnje veče. Pre same simulacije, korisnicima se omugućuje igranje igara, gledanje videa ili davanje zanimljivih informacija. Projekat je inspirisan programom „NORAD Tracks Santa”, iz 1955. godine, ali ga je vremenom nadmašio.